# Les Joyaux de la Princesse
Les Joyaux de la Princesse (kurz: LJDLP) ist ein Musikprojekt des französischen Musikers und Arztes Erik Konofal, welches 1986 in Paris gegründet wurde. Oft wird es dem Genre Martial Industrial zugeordnet. Der Musikstil kann als Mischung aus düsteren Ambient-Klängen und Neoklassik, oft unter Verwendung von Original-Aufnahmen, zumeist französischer Chansons, Opern-Werke und Reden, bezeichnet werden.
Bei den Veröffentlichungen LJDLPs handelt es sich oftmals um streng limitierte und aufwendig gestaltete Boxen, welche als gesuchte und hochbezahlte Sammlerstücke gelten. Themen bisheriger Veröffentlichungen waren unter anderem die Pariser Weltausstellung 1937, die „Weiße Rose“, Absinth und der Politiker Philippe Henriot (1889–1944), eine Schlüsselfigur des Vichy-Regimes.
Kollaborationen fanden mit Death in June, Blood Axis und Muslimgauze und anderen statt.
Wie vielen Bands aus diesem Umfeld wird auch LJDLP Rechtsextremismus und Verherrlichung des Nationalsozialismus vorgeworfen. Bei LJDLP begründet sich dies unter anderem an der Mitwirkung am Sampler „Zyklon B“ (u. a. mit „Allerseelen“ und „Final Solution“), der in einem Zyklon-B-Kanister verpackt ist. Dem widerspricht freilich die Würdigung der „Weißen Rose“ auf dem gleichnamigen Album. Genretypisch kommentieren die Künstler selbst ihr Werk allerdings nicht.

## Diskografie
- 1989: Aux Petit Enfants De France, Cassette (Box)
- 1989: Östenbraun mit Death in June, 2 x Cassette (Box)
- 1994: Die Kapitulation: L'Allemagne Année Zero, 7"
- 1997: Die Weiße Rose mit Regard Extrême, CD, 7" (Box)
- 1997: Douce France, 10"
- 1997: Terrorisme Islamique Split mit Muslimgauze, 10"
- 1997: Wolf Rune mit Freya Aswynn, 7"
- 1998: Exposition Internationale 2 x CD, 7" (Box)
- 2000: Croix De Bois, 5" Flexi-Disk
- 2000: Croix De Bois - Croix De Feu, 10"
- 2001: Absinthe - La Folie Verte mit Blood Axis, CD
- 2002: Absinthe - La Folie Verte (Studio- & Live-Tracks) 2 × 10" (Box)
- 2004: Absinthia Taetra (Live) CD
- 2004: In Memoriam P. Henriot 1889-1944 2 × 10" (Box)
- 2006: 1940 - 1944 3 x CD (Box)
- 2007: Aux Volontaires Croix De Sang CD
- 2007: Aux Volontaires Croix De Sang CD, 5" (Box)